# قائمة مواقع التراث العالمي في إفريقيا

خريطة مواقع التراث العالمي في الدول الإفريقية
دون مواقع
1-2 موقعين
3-4 مواقع
5-6 مواقع
7+ مواقع

أدرجت منظمة الأمم المتحدة للتربية والعلم والثقافة (اليونسكو) منذ سنة 1978 وإلى يومنا هذا 129 مواقعا للتراث في إفريقيا.
ضمن قائمة مواقع التراث العالمي، وتقع هذه المواقع في 37 بلدا وتسمى «الدول الأطراف»؛ يعد كل من مغرب إثيوبيا الدول الأكثر احتواءً للمواقع الأثرية في إفريقيا (تسعة مواقع)، كما تحوي اثنتا عشر دولة موقعا واحدا فقط. أدرجت المواقع الأولى من القارة في عام 1978، تم اختيار جزيرة غوريه في السنغال
و الكنائس المحفورة في صخر لاليبلا من إثيوبيا عند تصميم القائمة.
توجد ثلاثة مواقع في منطقة مشتركة بين بلدين وهي:
- محمية جبل نيمبا الطبيعية المتكاملة بين ساحل العاج وغينيا.
- الدوائر الحجرية في سينيغامبيا بين غامبيا والسنغال.
- شلالات فيكتوريا أو موسي ؤوا تونيا بين زامبيا وزيمبابوي.

تدرج لجنة التراث العالمي التابعة لمنظمة اليونسكو كل عام، مواقع جديدة على القائمة، أو تلغي إدراج المواقع التي لم تعد تفي بالمعايير. ويستند الاختيار على عشرة معايير: ستة للتراث الثقافي (من الأول إلى السادس)، وأربعة للتراث الطبيعي (من السابع إلى العاشر).
تسمى بعض المواقع، بالمواقع المختلطة، لتوفرها على عناصر التراثين الثقافي والطبيعي. يوجد في إفريقيا، 83 موقعاً ثقافيا، و41 موقعاً طبيعيا، و5 مواقع مختلطة.
كرست عدة جهود لزيادة عدد المواقع والمحافظة على التراث في المواقع الموجودة في القارة، فعلى سبيل المثال، في 5 مايو 2006، تم إطلاق الصندوق الإفريقي للتراث العالمي من قبل اليونسكو لاستهداف منطقة جنوب الصحراء الإفريقية.
يهدف الغرض من الأموال المخصصة في إطار الصندوق، إلى مساعدة الدول الإفريقية الموقعة على اتفاقية التراث العالمي، على إعداد الحصر الوطني لمواقعها، وإعداد ملفات ترشيح المواقع لإدراجها في قائمة التراث العالمي، وتقديم الدعم أيضا لإعداد العاملين الذين تناط بهم هذه المهمة، وتمويل مشاريع الصون والإدارة لممتلكات التراث، ولا سيما المواقع المدرجة من قبل في قائمة التراث العالمي، وكذلك مشاريع إحياء مواقع التراث المدرجة في قائمة التراث العالمي المعرَّض للخطر.
لقد دعمت دولة جنوب إفريقيا انطلاقة الصندوق بمبلغ 20 مليون رَنْد (نحو 3.5 مليون دولار أمريكي)، ووعدت مجموعة من الدول بالمساهمة فيه. وسيُشجَّع القطاع الخاص على المساهمة ويتوقع له أن يكون في وقت ما شريكا رئيسيا في المشروع. واعتبارا من مارس 2011، جمعت 4.7 مليون دولار من مختلف البلدان، مع إضافية 4.1 مليون دولار في انتظار التعهدات.
وقد حاولت منظمة اليونسكو أيضا زيادة التوعية بأهمية مواقع التراث الإنساني ذو الأصول الإفريقية في إثيوبيا، بهدف حفظ وحماية المناطق من التدهور.
تحدد لجنة التراث العالمي المواقع المهددة بالانقراض، وتحدد أيضاً «الظروف التي تهدد الخصائص المميزة والتي بفضلها أدرجت تلك المواقع على قائمة التراث العالمي». ومثل سائر مواقع التراث العالمي، تخضع المواقع المهددة بالخطر لإعادة التقييم من قبل لجنة في كل عام خلال الدورات العادية.
تملك إفريقيا أعلى نسبة من المواقع المهددة بالخطر: 17 موقع، وهو ما يمثل 13٪ من المواقع الإفريقية و44٪ من المواقع المعرضة للخطر في جميع أنحاء العالم التي يبلغ عددها 39، وتعد جمهورية الكونغو الديمقراطية هي الدولة الوحيدة التي لديها أكثر من موقعين مهددين بالخطر ومدرجين على لائحة التراث العالمي. تم تصنيف المواقع في إفريقيا ضمن المواقع المهددة بالخطر لمجموعة متنوعة من الأسباب، مثل إزالة الغابات والصيد ، والحرب الأهلية.
، والتهديدات بأخذ الرهائن من الموظفين ، ومشاريع النفط والغازوإستخراج المعادن، والتدهور في التنوع البيولوجي ، والأضرار الهيكلية التي لحقت بالمواقع.
وصفت ثلاثة مواقع سابقا على أنها في خطر، ثم رفعت عنها هذه الصفة: نجورونجورو منطقة الحفظ (1984-1989)،  جبال رونزوري (1999-2004)،  وتيبازة (2002-2006).
سحب موقعا حديقة غارامبا الوطنية وتمبكتو أيضا من حالات المواقع المعرضة للخطر في عامي 1992 و2005 على التوالي، ولكن في وقت لاحق صنفا من جديد كموقعين معرضين للخطر في عام 1996 و2012 
وعلى الرغم من العدد الكبير للمواقع المعرضة للخطر والظروف المحيطة بها، لم يتم إلغاء مواقع التراث العالمي الإفريقي من لائحة التراث العالمي، وهو الأمر الذي حدث مرتين فقط لموقعين في قارات أخرى.

## معلومات عامة
- إلى حدود يوليو 2011، أدرج 129 موقعا إفريقيا كتراث عالمي من قبل منظمة اليونسكو:
  - 41 موقعا طبيعي.
  - 83 مواقع ثقافي.
  - 5 مواقع مختلطة.
    - بما فيه 13 موقعا مهددا بالانقراض.
- تملك 5 بلدان في شمال إفريقيا (مصر والجزائر وتونس والمغرب وليبيا) نحو 50٪ من إجمالي المواقع الثقافية لإفريقيا. لكل من المغرب وتونس 8 مواقع.

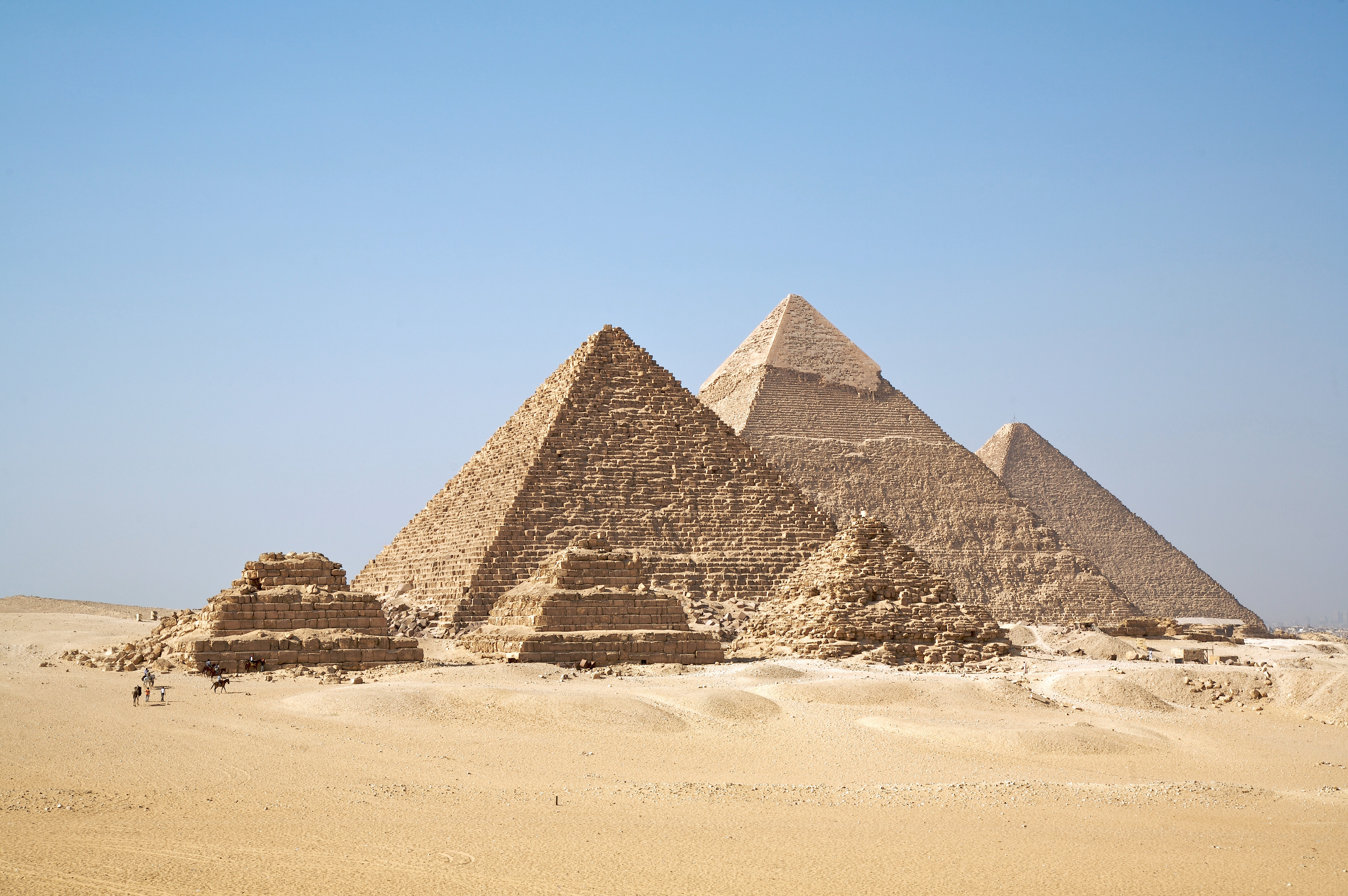
أهرامات الجيزة في مصر
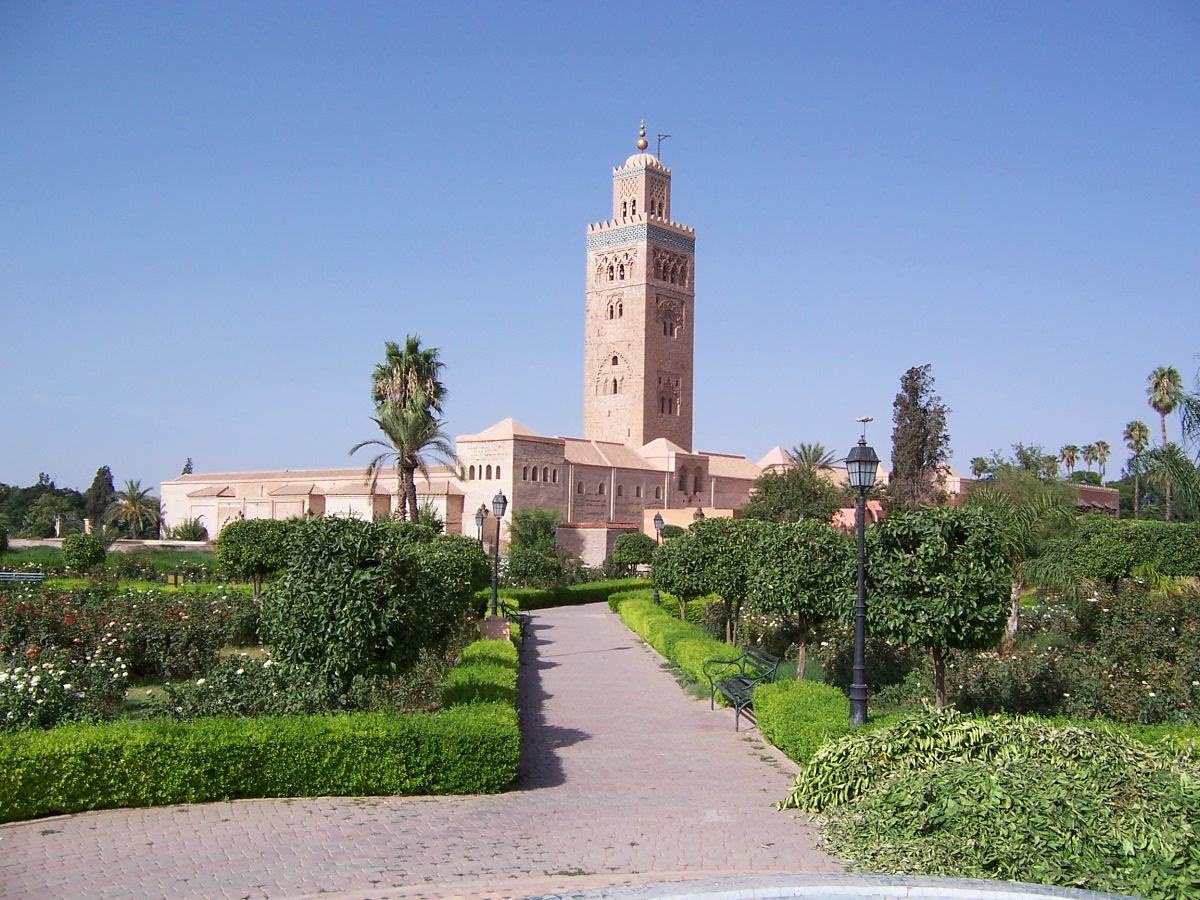
مسجد الكتبية في المغرب.
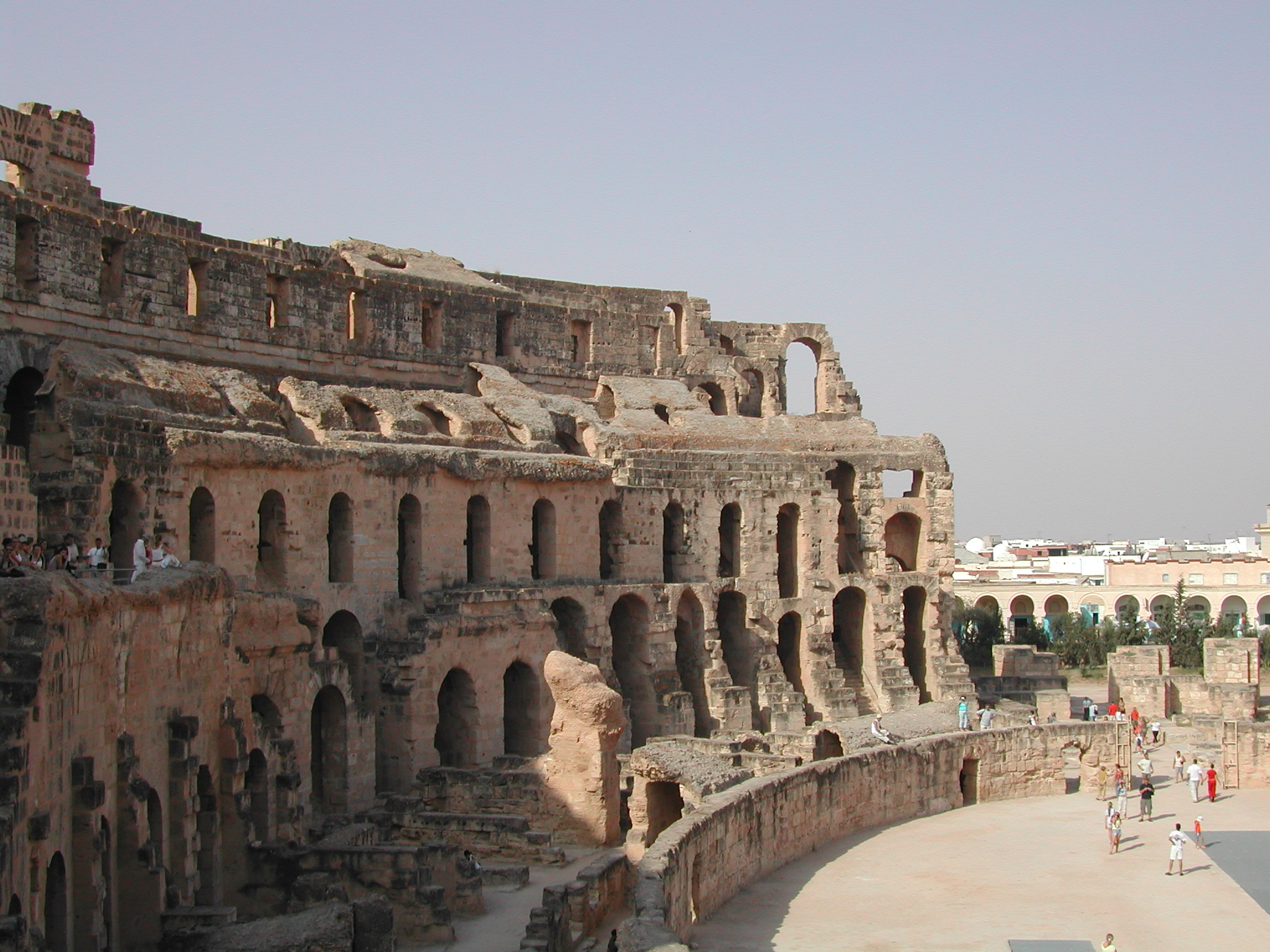
قصر الجم في تونس
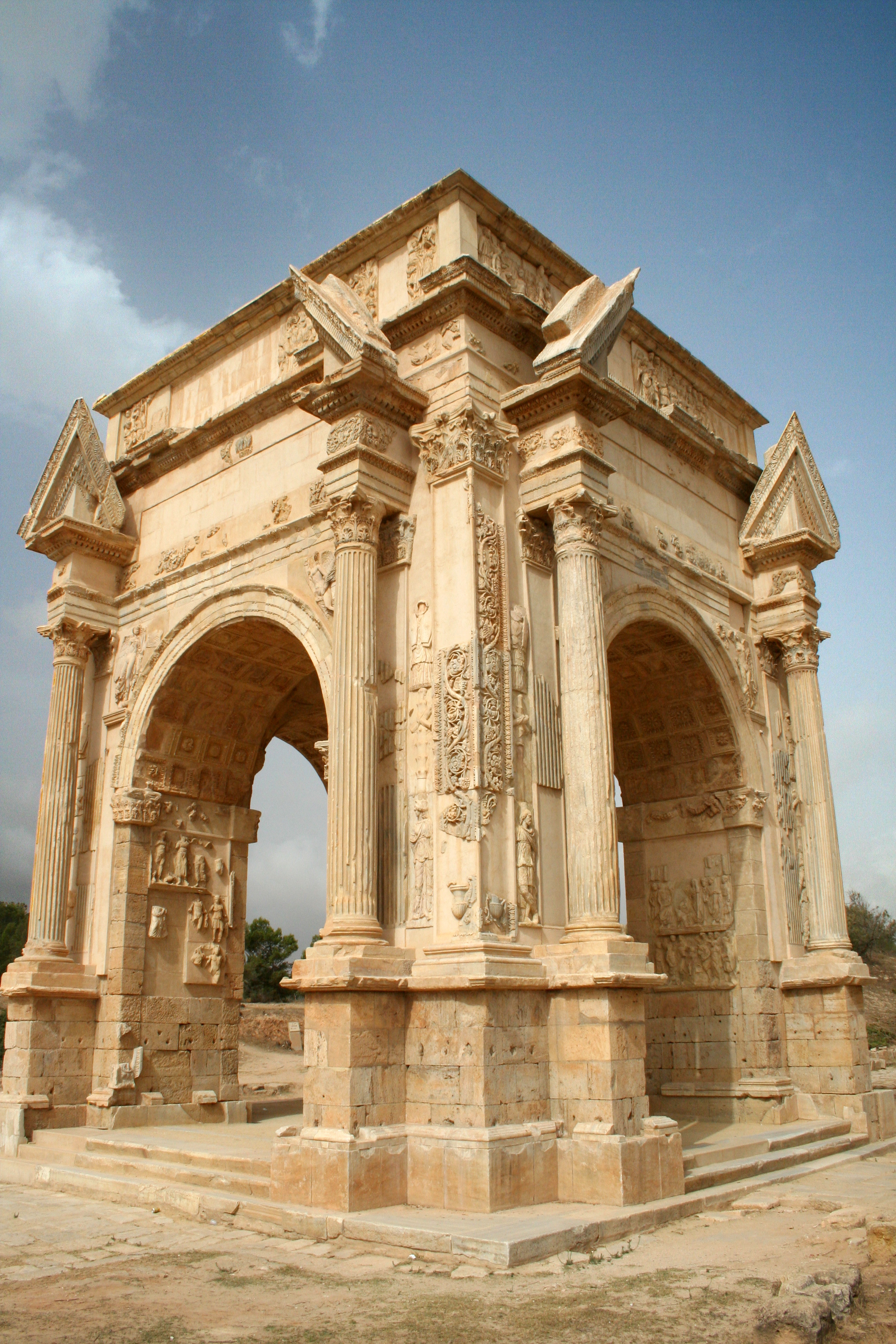
لبدة الكبرى في ليبيا
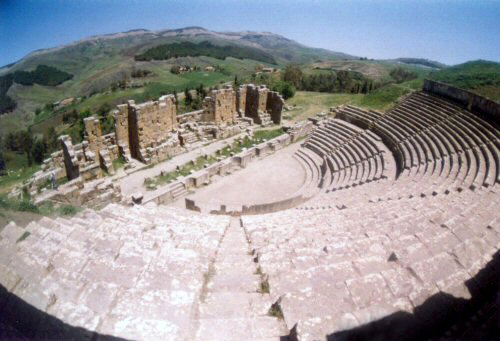
المسرح الروماني في جيميلة

- تتجاهل القائمة التالية التعريف الجيوسياسي لإفريقيا، وتشمل ما تصفه بأنه المواقع في «الدول العربية». [24] وأدرجت مصر كجزء من شمال إفريقيا. كما تضم القائمة أيضا عددا من المواقع التي توجد في القارة الإفريقية تابعة لدول خارج القارة. وتقع أربعة مواقع من هذا القبيل في كل من:
  - جزر الكناري (تابعة لإسبانيا)
  - ماديرا (تابعة للبرتغال).
  - ريونيون (فرنسا).
  - سانت هيلين (تابعة لبريطانيا).

## إحصائيات
| الدولة                      | ثقافي | مختلط | طبيعي | الإجمالي |
| --------------------------- | ----- | ----- | ----- | -------- |
| المغرب                      | 9     | 0     | 0     | 9        |
| جنوب إفريقيا                | 4     | 1     | 3     | 8        |
| الجزائر                     | 6     | 1     | 0     | 7        |
| بنين                        | 1     | 0     | 0     | 1        |
| بوتسوانا                    | 1     | 0     | 0     | 1        |
| بوركينا فاسو                | 1     | 0     | 0     | 1        |
| الكاميرون                   | 0     | 0     | 1     | 1        |
| الرأس الأخضر                | 1     | 0     | 0     | 1        |
| ساحل العاج                  | 0     | 0     | 3     | 3        |
| مصر                         | 6     | 0     | 1     | 7        |
| إثيوبيا                     | 8     | 0     | 1     | 9        |
| الغابون                     | 0     | 1     | 0     | 1        |
| غامبيا                      | 2     | 0     | 0     | 2        |
| غانا                        | 2     | 0     | 0     | 2        |
| غينيا                       | 0     | 0     | 1     | 1        |
| كينيا                       | 3     | 0     | 3     | 6        |
| ليبيا                       | 5     | 0     | 0     | 5        |
| مدغشقر                      | 1     | 0     | 2     | 3        |
| مالاوي                      | 1     | 0     | 1     | 2        |
| مالي                        | 3     | 1     | 0     | 4        |
| موريشيوس                    | 2     | 0     | 0     | 2        |
| موريتانيا                   | 1     | 0     | 1     | 2        |
| موزمبيق                     | 1     | 0     | 0     | 1        |
| ناميبيا                     | 1     | 0     | 0     | 1        |
| النيجر                      | 0     | 0     | 2     | 2        |
| نيجيريا                     | 2     | 0     | 0     | 2        |
| أوغندا                      | 1     | 0     | 2     | 3        |
| جمهورية إفريقيا الوسطى      | 0     | 0     | 1     | 1        |
| جمهورية الكونغو الديمقراطية | 0     | 0     | 5     | 5        |
| السنغال                     | 4     | 0     | 2     | 6        |
| سيشل                        | 0     | 0     | 2     | 2        |
| السودان                     | 2     | 0     | 1     | 3        |
| تنزانيا                     | 3     | 1     | 3     | 7        |
| توغو                        | 1     | 0     | 0     | 1        |
| تونس                        | 7     | 0     | 1     | 8        |
| زامبيا                      | 0     | 0     | 1     | 1        |
| زيمبابوي                    | 3     | 0     | 2     | 5        |

### اللائحة
| التراث | الدولة                      | الموقع                                             | المعيار | تاريخ الإدراج | ملاحظات | صورة |
| --- | --------------------------- | -------------------------------------------------- | ------- | ------------- | --- | ---- |
| محمية الزهور في الكاب                                                                                       | جنوب إفريقيا                | كيب الشرقية كيب الغربية                            | طبيعي   | 2004          | يتألف هذا الموقع المتسلسل الواقع في إقليم الكيب في جنوب إفريقيا من ثمانية مساحات محمية تغطي حوالى 553000 هكتار. إن منطقة الزهور هي إحدى المناطق الأغنى في العالم لجهة النبات. |      |
| قبة فريديفورت                                                                                               | جنوب إفريقيا                | فري ستيت الشمالية الغربية                          | طبيعي   | 2005          | تعود قبة فريديفورت التي تبعد 120 كيلو مترا جنوب غرب جوهانسبرغ إلى مليوني سنة، ويبلغ حجم نصف قطر فوهة البركان 190 كيلو مترا.ان قبة فريديفورت جعلتنا نتعرف على نشوء كوكب الأرض، حيث أن النيازك سببت تغييرات كونية كبيرة. و تعد شاهدا على أعظم انبعاث للطاقة معروف حتى الآن، والذي تسبب في تغيرات مناخية مدمرة |      |
| منتزه الأراضي الرطبة في سانت لوسي                                                                           | جنوب إفريقيا                | كوازولو ناتال                                      | طبيعي   | 1999          | خلقت العوامل النهرية والبحرية والهوائية الدائمة في هذا الموقع سطحاً متعدّد النتوءات بشعبه المرجانية وشواطئه الرملية الممتدة وكثبانه الساحلية وأنظمة بحيراته ومستنقعاته وأراضيه الرطبة حيث يكثر فيها النبات البردي والقصب |      |
| منظر مابونغوبوي الثقافي                                                                                     | جنوب إفريقيا                | ليمبوبو                                            | ثقافي   | 2003          | اكتشفت فيه عام 1933ـ 1935 قبور تحوي صفائح ذهبية محززة بدقة وأساور وخرزات، وذخائر غيرها نسبت إلى الفينيقيين أو العرب أو إلى أسطورة أوفير. وقد اختلطت جماعات «البانتو» القدماء وتصاهرت مع سكان المنطقة، وشيد أحفادهم زمبابوي الكبيرة، ودفن زعماؤهم وأبطالهم في تلال مابونغوبوي |      |
| مشهد ريشترسفيلد الثقافي والنباتي                                                                            | جنوب إفريقيا                | كيب الشمالية                                       | ثقافي   | 2007          | تغطي محمية جماعة ريشترسفيلد مساحة قدرها 160000 هكتار من الصحاري الجبلية المدهشة في الشمال الغربي لجنوب إفريقيا. مشهد ثقافي ملكيته وإدارته قروية، يعيش فيه شعب ناما حياة رعوية شبه بدوية، يعود تاريخ الأنماط الفصلية السائدة في جنوب القارة الإفريقية إلى ما لا يقل عن ألفي عام . |      |
| جزيرة روبن                                                                                                  | جنوب إفريقيا                | كيب الشرقية                                        | ثقافي   | 1999          | تقع جزيرة روبن في جنوب إفريقيا على بعد 12 كيلومترا عن مدينة كيب تاون أو رأس الرجاء الصالح ولها تاريخ يعود إلى نحو 400 عام عندما كانت الجزيرة تعتبر مكانا للنفي والسجن . سجن فيها نلسون مانديلا لمدة 18 سنة تقريبا. |      |
| منتزه دراكنسبرغ/يوخاهلامبا                                                                                  | جنوب إفريقيا                | كوازولو ناتال                                      | مختلط   | 2000          | يشتمل هذا المنظر الطبيعي الرائع على الكثير من المآوي ما دون الصخرية وعلى مغاور تضمّ أكبر كثافة من الرسوم الصخرية في إفريقيا جنوب الصحراء، وهي رسوم أنجزها شعب السان على مدى 4000 سنة . |      |
| موقع الهومنيدات في ستيركفونتين                                                                              | جنوب إفريقيا                | غاوتينج ليمبوبو الشمالية الغربية                   | ثقافي   | 1999 2005     | في هذا الموقع بالذات، تم اكتشاف جمجمة تونغ المتحجّرة وهي نموذج عن الأوسترالوبيتيكوس أفريكنوس (الإنسان البدائي) في العام 1924. ويضم وادي ماكابان الواقع هو أيضاً على هذا الموقع بمغاوره الأثرية المتعددة آثار استقرار وتطوّر بشريين ترقى إلى حوالى 3.3 مليون سنة. وتشمل المنطقة عناصر أساسية تحدّد مصدر البشرية وتطوّرها. وقد سمحت المتحجّرات التي تمّ اكتشافها بالتعرّف إلى عدد كبير من النماذج البشريّة الأولى وبشكل خاص البارانتروبوس الذي تعود جذوره إلى حوالى 2.5 إلى 4.5 مليون سنة، بالإضافة إلى براهين عن سيطرة الإنسان على النار قبل 1.8 إلى مليون سنة. يشكّل هذا الموقع امتداداً لموقع مسجّل في العام 1999. |      |
| قصبة الجزائر                                                                                                | الجزائر                     | مدينة الجزائر                                      | ثقافي   | 1992          | في أحد أجمل المواقع البحرية الواقعة على المتوسط، تشرف القصبة على الجزر الصغيرة حيث تمّ إنشاء مركز تجاري قرطاجي منذ القرن الرابع قبل الميلاد. وتشكّل القصبة مدينة فريدة من نوعها بين المدن الإسلامية. تضم بقايا قلعة ومساجد قديمة وقصورا عثمانية، بالإضافة إلى بنية حضرية تقليدية |      |
| جيميلة | الجزائر                     | ولاية سطيف                                         | ثقافي   | 1982          | جميلة أو سويكول بساحتها وهياكلها وكنائسها وأقواس نصرها ومنازلها الواقعة كلها على ارتفاع 900 متر عن سطح البحر هي مثال مذهل للتنظيم المدني الروماني الذي يتكيّف مع المواقع الجبلية . |      |
| قلعة بني حماد                                                                                               | الجزائر                     | المعاضيـد                                          | ثقافي   | 1980          | كانت القلعة واحدة من أكثر المدن المعروفة والقوية في شمال إفريقيا. حيث كانت رمزا للرخاء والثراء والبذخ في الدولة الحمادية. والتي أصبحت فيما بعد عاصمةللبربر الحماديين، وسرعان ما تخلوا عنها تحت تهديدي بني هلال عام 1090، ودمرت في عهد الموحدين في 1152. |      |
| مزاب | الجزائر                     | غرداية                                             | ثقافي   | 1982          | تتجلى حضارة وادي مزاب وبني مزاب، في تمسكهم بدينهم، في تمسكهم بأصالتهم وتقاليدهم، في هندستهم المعمارية الأصيلة، لقد بنوا مدنا كاملة فوق جبال وعرة بطريقة رائعة، رغم أنهم لم يكونوا من أصحاب المعدات الضخمة أو الشعوب المتقدمة في ذلك العصر (حوالي 1000 م)، لقد استعملوا الأخشاب والسعف والجريد، ليبنوا قصورا رائعة جميلة لها سحر خاص، لقد بنوا مدنا كاملة فوق صخور ضخمة (آت بونور). |      |
| طاسيلي ناجر                                                                                                 | الجزائر                     | ولاية إليزي                                        | مختلط   | 1982          | |      |
| تيمقاد | الجزائر                     | ولاية باتنة                                        | ثقافي   | 1982          | |      |
| تيبازة | الجزائر                     | تيبازة                                             | ثقافي   | 1982          | |      |
| القصور الملكية في أبومية                                                                                    | بنين                        | إقليم زو                                           | ثقافي   | 1985 2007     | |      |
| تسوديلو | بوتسوانا                    | شمال غرب بوتسوانا                                  | ثقافي   | 2001          | |      |
| أطلال لوروبيني                                                                                              | بوركينا فاسو                | غاويو                                              | ثقافي   | 2009          | |      |
| محمية الحيوانات في دجا                                                                                      | الكاميرون                   | دجا                                                | طبيعي   | 1987          | |      |
| سيدادي فيلها                                                                                                | الرأس الأخضر                | جزيرة سانتيغو                                      | ثقافي   | 2009          | |      |
| منتزه كوميه الوطني                                                                                          | ساحل العاج                  | شمال شرقي ساحل العاج على طول نهر كوموي.            | طبيعي   | 1983          | |      |
| منتزه تاي الوطني                                                                                            | ساحل العاج                  |                                                    | طبيعي   | 1982          | |      |
| محمية جبل نيمبا الطبيعيية المتكاملة                                                                         | ساحل العاج                  |                                                    | طبيعي   | 1981 1982     | مشترك مع غينيا |      |
| أبو مينا | مصر                         | أبو صير، الإسكندرية                                | ثقافي   | 1979          | |      |
| مصر القديمة (القاهرة)                                                                                       | مصر                         | القاهرة                                            | ثقافي   | 1979          | |      |
| منف أهرام الجيزة                                                                                            | مصر                         | الجيزة                                             | ثقافي   | 1979          | |      |
| دير سانت كاترين                                                                                             | مصر                         | جنوب سيناء                                         | ثقافي   | 2002          | في سيناء، تقنيا في آسيا |      |
| وادي الحيتان                                                                                                | مصر                         | الفيوم (محافظة)                                    | طبيعي   | 2005          | |      |
| طيبة (مصر) وادي الملوك                                                                                      | مصر                         | الأقصر                                             | ثقافي   | 1979          | |      |
| أبو سمبل فيلة                                                                                               | مصر                         | أسوان                                              | ثقافي   | 1979          | |      |
| أكسوم | إثيوبيا                     | تغراي                                              | ثقافي   | 1980          | |      |
| وادي الأواش الخفيض                                                                                          | إثيوبيا                     | ولاية عفر                                          | ثقافي   | 1980          | |      |
| الكنائس المحفورة في صخر لاليبلا                                                                             | إثيوبيا                     | أمهرة                                              | ثقافي   | 1978          | |      |
| فاسيل غيبي                                                                                                  | إثيوبيا                     | أمهرة                                              | ثقافي   | 1979          | |      |
| حرار جوغول، المدينة التاريخيّة المحصّنة                                                                       | إثيوبيا                     | هرر                                                | ثقافي   | 2006          | |      |
| وادي أومو المنخفض                                                                                           | إثيوبيا                     | الأمم الجنوبية                                     | ثقافي   | 1980          | |      |
| منتزه سيمين الوطني                                                                                          | إثيوبيا                     | أمهرة                                              | طبيعي   | 1978          | |      |
| المشهد الثقافي لبلاد كونسو                                                                                  | إثيوبيا                     | كونسو                                              | ثقافي   | 2011          | |      |
| تيا | إثيوبيا                     | الأمم الجنوبية                                     | ثقافي   | 1980          | منطقة سودو جنوب أديس أبابا |      |
| الحديقة الوطنية لوبي                                                                                        | الغابون                     | وسط الغابون                                        | مختلط   | 2007          | |      |
| الدوائر الميغاليثية في سينيغامبيا                                                                           | غامبيا                      | وسط السنغال.                                       | ثقافي   | 2006          | مشترك مع السنغال. |      |
| جزيرة جيمس                                                                                                  | غامبيا                      | نهر غامبيا                                         | ثقافي   | 2003          | |      |
| المباني التقليدية الخاصة بشعب أسانتي                                                                        | غانا                        | كوماسي                                             | ثقافي   | 1980          | |      |
| قلاع وقصور فولتا وأكرا ومحيطهما والمناطق الوسطية والجنوبية                                                  | غانا                        | على الساحل الغانيّ                                  | ثقافي   | 1979          | |      |
| محمية جبل نيمبا الطبيعيية المتكاملة                                                                         | غينيا                       |                                                    | طبيعي   | 1981 1982     | مشترك مع ساحل العاج. |      |
| غابات كايا ميجيكندا المقدسة                                                                                 | كينيا                       | المحافظة الساحلية                                  | ثقافي   | 2008          | |      |
| حصن يسوع في مومباسا                                                                                         | كينيا                       | مومباسا                                            | ثقافي   | 2011          | |      |
| مدينة لامو القديمة                                                                                          | كينيا                       | لامو                                               | ثقافي   | 2001          | تصل نسبة المسلمين فيها حوالي 70% وتتميز بالمعمار الإسلامي، وبجوامع العتيقة، والقصور والقلاع والحصون والمدارس الأثرية التي بناها العرب خلال فترات حكمهم، وتشتهر بالسياحة على مستوى العالم وذلك لجمال طبيعتها، وجودة مناخها، وللآثار التاريخية المتنوعة التي تحتويها. |      |
| منتزه وطني – غابة طبيعيّة في جبل كينيا                                                                       | كينيا                       | المحافظة الوسطى (كينيا) المحافظة الشرقية (كينيا)   | طبيعي   | 1997          | يُعتبَر جبل كينيا الذي يبلغ ارتفاعه 5199 م ثاني أعلى قمة في القارة الإفريقيّة، وهو عبارة عن بركانٍ قديمٍ كان ناشطًا منذ 3.1 مليون سنة حتى 2.6 مليون سنة قبل عصرنا الراهن. ويُقدّر وصول ارتفاعه آنذاك إلى حوالي 6500 م. |      |
| منتزهات بحيرة تركانا الوطنية                                                                                | كينيا                       | بحيرة توركانا                                      | طبيعي   | 1997 2001     | |      |
| نظام بحيرات كينيا في وادي الصدع العظيم                                                                      | كينيا                       | الوادي المتصدع الكبير                              | طبيعي   | 2011          | |      |
| شحات | ليبيا                       | الجبل الأخضر (ليبيا)                               | ثقافي   | 1982          | |      |
| مدينة غدامس القديمة                                                                                         | ليبيا                       | غدامس                                              | ثقافي   | 1986          | |      |
| لبدة الكبرى                                                                                                 | ليبيا                       | الخمس                                              | ثقافي   | 1982          | |      |
| صبراتة | ليبيا                       | الزاوية (ليبيا)                                    | ثقافي   | 1982          | |      |
| جبال أكاكوس                                                                                                 | ليبيا                       | فزان                                               | ثقافي   | 1985          | |      |
| التلة الملكية في امبوهيمنغا                                                                                 | مدغشقر                      | أنتاناناريفو                                       | ثقافي   | 2001          | |      |
| الغابات المطيرة في أتسينانانا                                                                               | مدغشقر                      |                                                    | طبيعي   | 2007          | |      |
| المحمية الطبيعية الكاملة في تسينجي دي بيماراها                                                              | مدغشقر                      | ميلاكي                                             | طبيعي   | 1990          | |      |
| فن النقش والرسوم على الصخور في شونغوني                                                                      | مالاوي                      | مقاطعة ديدزا ‏                                      | ثقافي   | 2006          | |      |
| الروضة الوطنية على نهر ملاوي                                                                                | مالاوي                      | المنطقة الوسطى ‏ Région Sud                         | طبيعي   | 1984          | |      |
| صخور باندياغارا                                                                                             | مالي                        | باندياغارا                                         | مختلط   | 1989          | |      |
| مدفن أسكيا                                                                                                  | مالي                        | غاو                                                | ثقافي   | 2004          | |      |
| تمبكتو | مالي                        | تمبكتو                                             | ثقافي   | 1988          | |      |
| الجامع الكبير في جينيه                                                                                      | مالي                        | جينيه                                              | ثقافي   | 1988          | |      |
| آيت بن حدو                                                                                                  | المغرب                      | إقليم ورززات                                       | ثقافي   | 1987          | |      |
| الصويرة | المغرب                      | الصويرة                                            | ثقافي   | 2001          | |      |
| فاس البالي                                                                                                  | المغرب                      | فاس                                                | ثقافي   | 1981          | |      |
| مراكش | المغرب                      | مراكش                                              | ثقافي   | 1985          | |      |
| مكناس | المغرب                      | مكناس                                              | ثقافي   | 1996          | |      |
| قصبة الوداية شالة صومعة حسان باب الرواح                                                                     | المغرب                      | الرباط                                             | ثقافي   | 2012          | * (بالعربية) فيديو من اليوتيوب على يوتيوب |      |
| تطوان | المغرب                      | تطوان                                              | ثقافي   | 1997          | |      |
| وليلي | المغرب                      | مكناس                                              | ثقافي   | 1997          | |      |
| مازاغان | المغرب                      | الجديدة                                            | ثقافي   | 2004          | |      |
| واحة فجيج                                                                                                   | المغرب                      | فجيج                                               | ثقافي   | 2011          | |      |
| أبرافاسي غات                                                                                                | موريشيوس                    | بور لويس                                           | ثقافي   | 2006          | في هذا الموقع الذي تبلغ مساحته 640 1 م2 والقائم في مقاطعة سان لويس ظهر الشتاتُ الحديثُ لما يعرف بالعمّال المتعاقدين. ففي العام 1834، اختارت الحكومة البريطانيّة جزيرة موريشوس كأول موقعٍ لإجراء "تجربتها الكبرى"، أي استخدام العمّال الأحرار بدلاً من الرقيق. وبين عامي 1834 و1920، وصل حوالي نصف مليون عامل متعاقد من الهند إلى آبرافاسي غات للعمل في مزارع السكر في موريشوس أو للعبور إلى جزيرة ريونيون وأستراليا وإفريقيا الجنوبية والشرقية والكاريبي. كما أن موقع آبرافاسي غات يشكل أحد أوّل المعالم الجليّة لما سيشكل في فترةٍ لاحقةٍ جزءاً من النظام الاقتصادي العالمي وأحد أكبر تيّارات الهجرة في التاريخ.    |      |
| مشهد مورن الثقافي                                                                                           | موريشيوس                    | النهر الأسود                                       | ثقافي   | 2008          | |      |
| وادان | موريتانيا                   | شنقيط ولاته وادان تيشيت                            | ثقافي   | 1996          | |      |
| حوض آركين                                                                                                   | موريتانيا                   | رأس تيميريس وخليج الكلب                            | طبيعي   | 1989          | |      |
| جزيرة الموزمبيق                                                                                             | موزمبيق                     | محافظة نامبولا                                     | ثقافي   | 1991          | |      |
| تويفلفونتين                                                                                                 | ناميبيا                     | إقليم كونيني                                       | ثقافي   | 2007          | |      |
| المنتزه الوطني في "W" في النيجر                                                                             | النيجر                      | ساي ‏                                               | طبيعي   | 1996          | |      |
| محميتا الأيير والتينيري الطبيعيتين                                                                          | النيجر                      | أرليت                                              | طبيعي   | 1991          | |      |
| غابة أوسون-أوشوغبو المقدسة                                                                                  | نيجيريا                     | أوسوغبو                                            | ثقافي   | 2005          | |      |
| منظر سوكور الثقافي                                                                                          | نيجيريا                     | Madagali                                           | ثقافي   | 1999          | |      |
| الغابة العذراء بويندي                                                                                       | أوغندا                      | مقاطعة كابالي ‏ Kisoro مقاطعة روكونجيري ‏            | طبيعي   | 1994          | |      |
| جبال رونزوري                                                                                                | أوغندا                      | مقاطعة بونديبوجيو ‏ مقاطعة كابارول ‏ مقاطعة كاسيس ‏   | طبيعي   | 1994          | |      |
| قبور الأمراء في بوغندا في كاسوبي                                                                            | أوغندا                      | مقاطعة كمبالا                                      | ثقافي   | 2001          | |      |
| منتزه مانوفو غوندا سانت فلوريس                                                                              | جمهورية إفريقيا الوسطى      | في ولاية بامينغيو - بانغوران                       | طبيعي   | 1988          | |      |
| حديقة كاهوزي بييغا الوطنية                                                                                  | جمهورية الكونغو الديمقراطية | في كل من مقاطعتي مانيما وكيفوالجنوبية              | طبيعي   | 1980          | |      |
| حديقة غارامبا الوطنية                                                                                       | جمهورية الكونغو الديمقراطية | مقاطعة أوريونتال بشرق جمهورية الكونغو الديمقراطية  | طبيعي   | 1980          | |      |
| حديقة سالونجا الوطنية                                                                                       | جمهورية الكونغو الديمقراطية | في كل من مقاطعتي مانيما وكيفوالجنوبية              | طبيعي   | 1984          | |      |
| منتزه فيرونغا الوطني                                                                                        | جمهورية الكونغو الديمقراطية | كيفو الشمالية المقاطعة الشرقية                     | طبيعي   | 1979          | |      |
| محمية الأكاب للحيوانات البرية                                                                               | جمهورية الكونغو الديمقراطية | مقاطعة أوريونتال بشرق جمهورية الكونغو الديمقراطية. | طبيعي   | 1996          | |      |
| الدوائر الحجرية في سينيغامبيا                                                                               | السنغال                     | شمالي بلدة جانجانبورة                              | ثقافي   | 2006          | مشترك مع غامبيا |      |
| جزيرة غوريه                                                                                                 | السنغال                     | قبالة سواحل السنغال مقابل داكار                    | ثقافي   | 1978          | (بالفرنسية) من تاريخ الجزيرة على يوتيوب |      |
| حديقة دجودج الوطنية للطيور                                                                                  | السنغال                     | سانت لويس (السنغال)                                | طبيعي   | 1981          | |      |
| دلتا سلوم                                                                                                   | السنغال                     |                                                    | ثقافي   | 2011          | |      |
| منتزه نيوكولو كوبا الوطني                                                                                   | السنغال                     | كيدوغو تامباكوندا                                  | طبيعي   | 1981          | |      |
| سانت لويس (السنغال)                                                                                         | السنغال                     | الساحل الشمالي الغربي للسنغال                      | ثقافي   | 2000 2007     | |      |
| جزيرة ألدابرا المرجانية                                                                                     | سيشل                        | Groupe d'Aldabra                                   | طبيعي   | 1982          | |      |
| المحمية الطبيعية وادي ماي                                                                                   | سيشل                        | براسلين                                            | طبيعي   | 1983          | |      |
| جبل البركل نبتة                                                                                             | السودان                     | شمال العاصمة السودانية                             | ثقافي   | 2003          | تشغل هذه المواقع الأثرية الخمسة مساحة يفوق طولها 60 كيلومتراً في وادي النيل. وتحمل هذه المواقع كلها آثار الثقافة النوبية (900 - 270 قبل الميلاد) والمروية (270 قبل الميلاد – 350 ميلادية) السائدتين في ظل دولة كوش الثانية. وتتضمن هذه المواقع قبوراً مزوّدة بأهرام أو مجرّدة منها، بالإضافة إلى معابد وأبنية سكنية وقصور. ومنذ عصور ما قبل التاريخ، ارتبط جبل البركل ارتباطاً وثيقاً بالتقاليد الدينية والفولكلور، أما المعابد الأساسية فلا يزال ينظر إليها كأماكن ذات طابع ميتولوجي. |      |
| مروي (مدينة تاريخية)                                                                                        | السودان                     | قرب من مدينة شندي                                  | ثقافي   | 2011          | هي عبارة عن مناطق شبه صحراوية بين نهر النيل ونهر عطبرة، معقل مملكة كوش، التي كانت قوة عظمى بين القرنين الثامن والرابع قبل الميلاد، وتتألف من الحاضرة الملكية للملوك الكوشيين في مروي، بالقرب من نهر النيل، وبالقرب من المواقع الدينية في نقاء والمصورات الصفراء. كانت مقرًّا للحكام الذين احتلوا مصر لما يقرب من قرن ونيف، من بين آثار أخرى، من مثل الأهرامات والمعابد ومنازل السكن وكذلك المنشآت الكبرى، وهي متصلة كلها بشبكة مياه. امتدت إمبراطورية الكوشيين الشاسعة من البحر الأبيض المتوسط إلى قلب إفريقيا، وتشهد هذه المساحة على تبادل للفنون والهندسة والأديان واللغات بين المنطقتين.               |      |
| المحمية البحرية القومية لسنجانب والحديقة البحرية القومية لخليج المحمية القومية في خليج دونقناب وجزيرة مكوار | السودان                     | بورتسودان                                          | طبيعي   | 2016          | يضم الموقع منطقتين منفصلتين. الأولى هي سنجانب والتي تعد تجمعا للشعاب المرجانيّة المعزولة ويقع وسط البحر الأحمر حيث يعد هذا الموقع الجزيرة المرجانية الوحيدة في هذا البحر على بعد 25 كم من السواحل السودانيّة. أما المنطقة الثانية فهي خليج جزيرة دنقناب وجزيرة مكوار. وتقع هاتان الجزيرتان على بعد 125 كم شمال مدينة بورتسودان وفيهما مجموعة متنوّعة من الشعاب المرجانيّة ونباتات أيكة ساحلية والأعشاب البحريّة والشواطئ والجزر. ويقطن في هاتين المنطقتين مجموعة من الطيور والثديات البحرية بالإضافة إلى أسماك القرش وشيطان البحر والسلاحف. كما يعد خليج جزيرة دنقناب مسكناً مهمّاً لحيوان الأطوم البحري.       |      |
| منتزه كيليمانجارو الوطني                                                                                    | تنزانيا                     | مقاطعة كليمنجارو                                   | طبيعي   | 1987          | |      |
| روضة سيرنغيتي الوطنية                                                                                       | تنزانيا                     | أروشا إقليم مارا إقليم شينيانغا                    | طبيعي   | 1981          | |      |
| محمية سيلوس جام                                                                                             | تنزانيا                     | ليندي *موروغورو متوارا بواني روفوما                | طبيعي   | 1982          | |      |
| مواقع كوندوا لفن النقوش والرسوم على الصخور                                                                  | تنزانيا                     | كوندوا                                             | ثقافي   | 2006          | |      |
| مدينة زنجبار الحجرية                                                                                        | تنزانيا                     | أرخبيل زنجبار                                      | ثقافي   | 2000          | |      |
| منطقة الحفظ نغورونغورو                                                                                      | تنزانيا                     | أروشا                                              | مختلط   | 1979 2010     | |      |
| المسجد الكبير في كيلوا                                                                                      | تنزانيا                     | كيسيواني                                           | ثقافي   | 1981          | |      |
| كوتاماكو وطن باتاماريبا                                                                                     | توغو                        | كارا في شمال التوغو                                | ثقافي   | 2004          | |      |
| قصر الجم | تونس                        | الجم                                               | ثقافي   | 1979          | |      |
| دقة (تونس)                                                                                                  | تونس                        | معتمدية تبرسق من ولاية باجة                        | ثقافي   | 1997          | |      |
| القيروان | تونس                        | القيروان                                           | ثقافي   | 1988          | |      |
| كركوان | تونس                        | ولاية نابل                                         | ثقافي   | 1985 1986     | |      |
| سوسة (تونس)                                                                                                 | تونس                        | ولاية سوسة                                         | ثقافي   | 1988          | |      |
| مدينة تونس العتيقة                                                                                          | تونس                        | مدينة تونس                                         | ثقافي   | 1979          | |      |
| محمية إشكل                                                                                                  | تونس                        | ولاية بنزرت                                        | طبيعي   | 1980          | |      |
| قرطاج | تونس                        | قرب مدينة تونس                                     | ثقافي   | 1979          | |      |
| شلالات فيكتوريا                                                                                             | زامبيا                      | ليفينغستون                                         | طبيعي   | 1989          | بين حدودزامبيا وزيمبابوي.أطلق المستكشف الأسكتلندي ديفيد ليفينغستون في 1855، عليها هذا الاسم نسبة للملكة فيكتوريا من المملكة المتحدة. |      |
| شلالات فيكتوريا أو موسي ؤوا تونيا                                                                           | زيمبابوي                    | ماتابيليلاند                                       | طبيعي   | 1989          | كانت تعرف الشلالات لدى السكان المحليين سابقاً باسم موسي ؤوا تونيا: "الدخان الذي يطلق الرعد" |      |
| آثارخامي | زيمبابوي                    | ماتابيليلاند                                       | ثقافي   | 1986          | |      |
| تلال ماتوبو                                                                                                 | زيمبابوي                    | ماتابيليلاند                                       | ثقافي   | 2003          | |      |
| نصب زيمبابوي الكبرى الوطني                                                                                  | زيمبابوي                    | ماسفينغو                                           | ثقافي   | 1986          | |      |
| محمية مانا بولز الوطنية ومناطق سافاري سابي وشيووري                                                          | زيمبابوي                    | شمال ماتابيليلاند                                  | طبيعي   | 1984          | |      |

## وصلات داخلية
- جدول مواقع التراث العالمي وفقا للدولة

## وصلات خارجية
- (بالعربية) قائمة التراث العالمي - الموقع الرسمي
- (بالإنجليزية) موقع اليونسكو الخاص باتفاقية حماية التراث العالمي الثقافي والطبيعي
- (بالعربية) الفيديو الوثائقية عن التراث العالمي - هيئة الإذاعة اليابانية

## مواضيع متعلقة
- إفريقيا
- التراث العالمي

### قوائم متعلفة
- قائمة مواقع التراث العالمي في المغرب العربي
- قائمة مواقع التراث العالمي في الدول العربية
- قائمة مواقع التراث العالمي في المغرب